# Los Dalton's
Los Dalton's fue una banda boliviana de fines de la década del 60, y toda la década del 70.

## Historia
El grupo se fundó el 26 de noviembre de 1966, con los siguientes integrantes, ‘Pepe’ Rivero, ‘Tito’ Rivero, Mario Vincentti, Raul Chichi Barroso y Lorgio Coronado.
Osvaldo Vicenti se integró a Los Dalton’s después de pertenecer a una banda llamada Trío Oriental, en la que cantaba junto a su hermano ‘Chichi’, y también junto a Aldo Peña.
El grupo original estuvo vigente en diversos escenarios empezando su éxito en Camiri para luego continuar el éxito  en Santa cruz, La Paz, Cochabamba. Este "bum" de la época del rock and roll, fue desde 1966 hasta el 1968 tiempo en el que fueron incorporándose otros integrantes:
Eduardo Santa Cruz (primera guitarra) reemplazando a Chichi Barroso.
Julio Cesar Santa Cruz (guitarra bajo) reemplazando a Lucho Morales.
Chiqui Vincenti (+) (vocalista) reemplazando a Osvaldo Vincenti.
Nelson Gutierrez(+) (percusión) reemplazando a Mario Vincenti.

El tema "No sé si podré olvidar", compuesta por Los Dalton’s, ganó el Festival de la Canción en Cochabamba, en 1967.
- Datos: Q16592877